# (22249) Dvorets Pionerov
(22249) Dvorets Pionerov est un astéroïde de la ceinture principale.

## Description
(22249) Dvorets Pionerov est un astéroïde de la ceinture principale. Il fut découvert le 11 septembre 1972 à Naoutchnyï par Nikolaï Tchernykh. Il présente une orbite caractérisée par un demi-grand axe de 2,30 UA, une excentricité de 0,25 et une inclinaison de 3,9° par rapport à l'écliptique.

## Compléments